# Коваль Петро Андрійович
Петро Андрійович Кова́ль (20 липня 1945, Телешівка — 22 грудня 2018, Київ) — український співак (баритон) і педагог; заслужений артист УРСР з 1987 року.

## Життєпис
Народився 20 липня 1945 року в селі Телешівці (нині Білоцерківський район Київської області, Україна). 1972 року закінчив Київське музичне училище імені Рейнгольда Глієра, де навчався у Б. Полякової; 1977 року — Київську консерваторію імені Петра Чайковського, де навчався у класі Галини Сухорукової.
Протягом 1977—1993 років — соліст Державного українського народного хору імені Григорія Верьовки та викладач співу в навчальній студії при ньому. У репертуарі були арії з опер, українські народні пісні. Гастролював у Франції, Швейцарії, Великій Британії, Іспанії, Кореї, Німеччині.
У 1993—1898 роках — на творчій роботі; з 1998 року — викладач у Національній музичній академії України. Серед учнів — Ігор Євдокименко, Олексій Пальчиков, Олександр Пушняк. Помер у Києві 22 грудня 2018 року.